# Німеччина та ООН
Відносини між Німеччиною та Організацією Об'єднаних Націй розпочалися під час Другої світової війни. Тоді Організація Об'єднаних Націй була синонімом союзників у Другій світовій війні, а Німеччина — Великого Німецького Рейху, члена держав Осі. Коли війна закінчилася поразкою Німеччини, територія країни була розділена між переможцями, а те, що залишилося Німеччиною, було передано під управління союзників. У 1949 році на цих окупованих територіях були створені дві нові держави: Федеративна Республіка Німеччина (Західна Німеччина) у травні та Німецька Демократична Республіка (Східна Німеччина) у жовтні.
Обидві Німеччини були прийняті повноправними членами Організації Об'єднаних Націй (ООН) 18 вересня 1973 року. Зрештою дві країни об'єдналися 3 жовтня 1990 року, що означало кінець епохи холодної війни.
Німеччина займає четверте місце за розміром внесків до бюджету ООН. Німеччина виділяє 6,09 відсотка цього бюджету, або приблизно 176 мільйонів доларів США.

## Історія

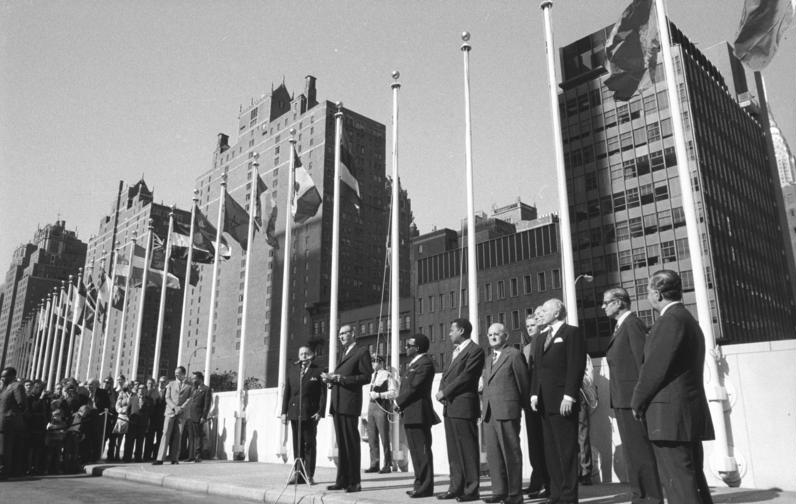
Підняття двох німецьких прапорів біля будівлі ООН у Нью-Йорку 18 вересня 1973 року

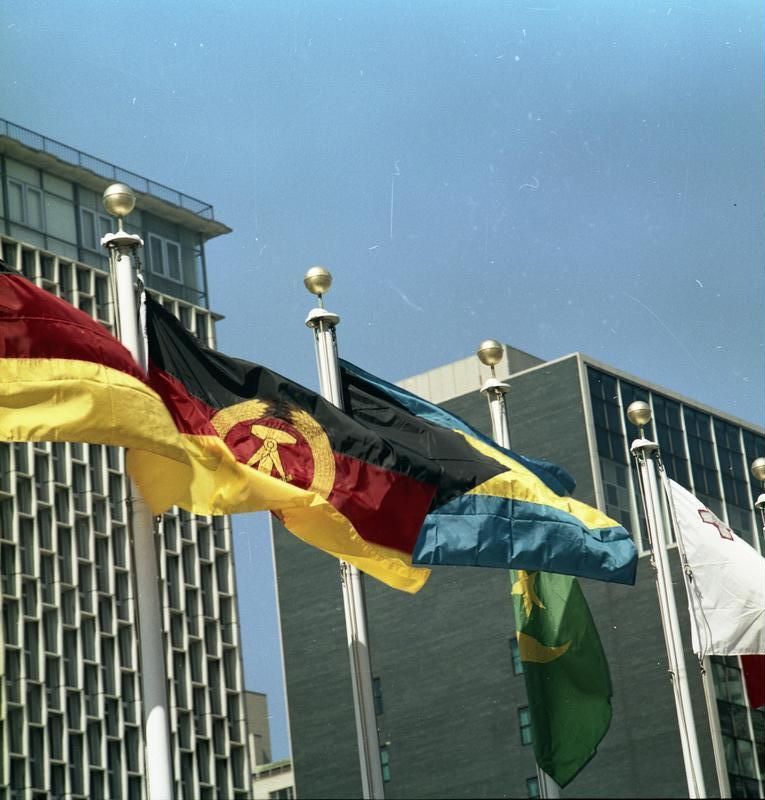
Прапори двох Німеччин в ООН у 1973 році

Федеративна Республіка Німеччина (Західна Німеччина) була прийнята до ООН як спостерігач у 1952 році. Німецька Демократична Республіка (Східна Німеччина) була прийнята як спостерігач у 1972 році. 18 вересня 1973 року обидві країни були прийняті як повноправні члени Генеральною Асамблеєю Організації Об'єднаних Націй за рекомендацією Ради Безпеки у Резолюції 335 від 22 червня 1973 року. Внаслідок приєднання Німецької Демократичної Республіки до Федеративної Республіки Німеччина, що відбулося 3 жовтня 1990 року, територія Німецької Демократичної Республіки стала частиною Федеративної Республіки Німеччина, сьогодні просто відомої як Німеччина. Таким чином, Федеративна Республіка Німеччина продовжила членство в ООН, в той час, як Німецька Демократична Республіка припинила своє існування.

## 2011—2012 Місце РБ ООН
У 2011—2012 роках Німеччина була обрана непостійним членом Ради Безпеки Організації Об'єднаних Націй (РБ ООН). Однак Німеччина зазнала критики з боку своїх європейських та американських союзників за те, що утрималася під час голосування за резолюцію про втручання в Лівію, за яку вони голосували. Колишній міністр закордонних справ Німеччини Йошка Фішер заявив, що «Німеччина втратила свій авторитет в ООН і на Близькому Сході. Німецькі надії на постійне місце в Раді Безпеки були назавжди розбиті, і тепер можна побоюватися за майбутнє Європи».

## Постійна резиденція РБ ООН
Франція та Велика Британія прямо закликали до постійного членства в Раді безпеки ООН для свого близького партнера з ЄС. Президент Франції Жак Ширак сказав у своїй промові в Берліні у 2000 році, що «залучення Німеччини, її рейтинг як великої держави, її міжнародний вплив — Франція хотіла б, щоб їх визнали постійним місцем у Раді Безпеки». Колишній канцлер Німеччини Герхард Шредер також назвав Росію серед інших країн країною, яка підтримала заявку Німеччини. Італія та Нідерланди, навпаки, пропонують спільне місце Європейського Союзу (ЄС) у Раді замість того, щоб Німеччина стала другим європейським членом після Франції (і колишнього члена ЄС, Великобританії). Колишній міністр закордонних справ Німеччини Йошка Фішер заявив, що Німеччина також погодиться на спільне європейське місце; однак, поки Франція та Великобританія не бажають поступитися своїми власними місцями, Німеччина також повинна мати місце. Таким чином, німецька кампанія за постійне місце була активізована у 2004 році. У серпні 2004 року Шредер заявив про себе абсолютно чітко: «Німеччина має право на місце». Його заявку підтримують Японія, Індія, Бразилія, Франція, Велика Британія та Росія, серед інших країн. Колишній канцлер Німеччини Ангела Меркель, яка спочатку мовчала з цього питання, повторила заявку Німеччини у своєму виступі на Генеральній Асамблеї ООН у вересні 2007 року. Вважалося, що в липні 2011 року поїздка Меркель до Кенії, Анголи та Нігерії була мотивована, зокрема, метою отримати підтримку від африканських країн щодо заявки Німеччини на постійне місце в Раді Безпеки.